# 結城真一郎
結城 真一郎（ゆうき しんいちろう、1991年6月8日 - ）は、日本の小説家・推理作家。神奈川県横浜市出身。

## 人物・略歴
開成中学校・高等学校卒業、東京大学法学部卒業。
作家を志したのは中学3年生の頃、中学校の卒業文集のために執筆した『バトル・ロワイアル』のパロディ小説が同級生とその保護者たちに大受けしたことからで、その枚数は原稿用紙600枚くらいだったという。
その後は「いつか小説家になる」「本気出したらすごいものが書ける」と思っているだけで何もしなかったが、大学在学中に同級生の辻堂ゆめが先にデビューしたことに触発され、自身も本気でプロ作家を目指す。
2018年『名もなき星の哀歌』（応募時タイトル「スターダスト・ナイト」）で、第5回新潮ミステリー大賞を受賞しデビュー。
2021年、短編小説「#拡散希望」が第74回日本推理作家協会賞（短編部門）を受賞。平成生まれの作家としては初受賞となる。この「#拡散希望」は、2022年に『＃真相をお話しします』として単行本化された。
2022年、『救国ゲーム』で第22回本格ミステリ大賞（小説部門）候補となる。

## ミステリ・ランキング
- 週刊文春ミステリーベスト10
  - 2020年 - 『プロジェクト・インソムニア』20位
  - 2022年 - 『#真相をお話しします』3位
  - 2024年 - 『難問の多い料理店』12位

- このミステリーがすごい!
  - 2021年 - 『プロジェクト・インソムニア』34位
  - 2023年 - 『#真相をお話しします』13位、『救国ゲーム』18位
  - 2025年 - 『難問の多い料理店』31位

- 本格ミステリ・ベスト10
  - 2021年 - 『プロジェクト・インソムニア』17位
  - 2022年 - 『救国ゲーム』17位
  - 2023年 - 『#真相をお話しします』5位

- ミステリが読みたい!
  - 2023年 - 『#真相をお話しします』9位、『救国ゲーム』15位
  - 2025年 - 『難問の多い料理店』10位

## 作品リスト

### 単著
- 名もなき星の哀歌（2019年1月、新潮社 / 2021年10月、新潮文庫）
- プロジェクト・インソムニア（2020年7月、新潮社 / 2022年2月、新潮文庫）
- 救国ゲーム（2021年10月、新潮社 / 2024年12月、新潮文庫）
- #真相をお話しします（2022年6月、新潮社 / 2024年6月、新潮文庫）
  - 収録作品：惨者面談 / ヤリモク / パンドラ / 三角奸計 / #拡散希望
- 難問の多い料理店（2024年6月 集英社）
  - 収録作品：転んでもただでは起きないふわ玉豆苗スープ事件 / おしどり夫婦のガリバタチキンスープ事件 / ままならぬ世のオニオントマトスープ事件 / 異常値レベルの具だくさんユッケジャンスープ事件 / 悪霊退散手羽元サムゲタン風スープ事件 / 知らぬが仏のワンタンコチュジャンスープ事件
- どうせ世界は終わるけど（2025年5月 小学館）
  - 収録作品：たとえ儚い希望でも / ヒーローとやらになれるなら / 友よ逃げるぞどこまでも / オトナと子供の真ん中で / 極秘任務を遂げるべく / どうせ世界は終わるけど

### アンソロジー収録作品
「」内が結城真一郎の作品
- 本格王2020（2020年8月、講談社文庫）「惨者面談」
- ザ・ベストミステリーズ 推理小説年鑑 2021（2021年6月、講談社）「#拡散希望」
- 黒猫を飼い始めた（2023年2月、講談社）「イメチェン」
- Jミステリー2023 SPRING（2023年4月、光文社文庫）「不必要不可欠な殺人」
- 本格王2023（2023年6月、講談社文庫）「転んでもただでは起きないふわ玉豆苗スープ事件」
- 嘘があふれた世界で（2024年2月、新潮文庫nex）「ヤリモク」

### 単著未収録作品
- 仮定法過去"未"完了（『小説すばる』2021年11月号）
- イメチェン（『Mephisto Readers Club』2022年2月28日）
- 不必要不可欠な殺人（『Jミステリー2023 SPRING』2023年4月、光文社文庫）
- やることなすこと（『小説トリッパー』2025年夏季号）